# Orbeasca
Orbeasca é uma comuna romena localizada no distrito de Teleorman, na região de Muntênia. A comuna possui uma área de 110.00 km² e sua população era de 8029 habitantes segundo o censo de 2007.